# Giovanni Andrea Bontempi
Giovanni Andrea Bontempi, eigentlich G. A. Angelini (* um 1624 in Perugia; † 1. Juli 1705 in Brufa bei Perugia), war ein italienischer Sänger (Kastrat), Musikschriftsteller und Komponist.

## Leben
Angelini benannte sich nach seinem Vormund Cesare Bontempi. Nach seiner Ausbildung in Rom als Schüler von Virgilio Mazzocchi, trat er 1643 als Kastratensänger der Kapelle an San Marco in Venedig bei. 1650 folgte er dem Ruf Johann Georg I. als Komponist und Sänger in die Kapelle des sächsischen Kurprinzen zu wechseln. 1657 wurde er Vizekapellmeister der Hofkapelle unter Heinrich Schütz. 1664 wechselte er als Architekt und Maschinenmeister ans Hoftheater von Johann Georg II. bzw. avancierte zum inspettore des Dresdner Komödienhauses. Drei Jahre später wurde Bontempi pensioniert und verbrachte die Jahre 1668 bis 1671 in Italien, wo er weiter als Komponist und Schriftsteller, aber auch als Historiker und Architekt tätig war. 1680 zog er sich ins Privatleben zurück und lebte bis zu seinem Tode nahe Perugia auf seinem Landgut.
Bontempi schuf drei Opern, ein Oratorium und weitere geistliche Musik. Darüber hinaus verfasste er musiktheoretische Werke. Er und sein Co-Kapellmeister Marco Giuseppe Peranda waren die Schöpfer der ersten vollständig erhaltenen Oper in deutscher Sprache. Ihr gemeinsam komponiertes Musikalisches Schauspiel von der Dafne wurde 1672 im neuerbauten Dresdner Opernhaus am Taschenberg des sächsischen Kurfürsten Johann Georg II. uraufgeführt.
1697 wurde er aufgrund seiner Verdienste, insbesondere wegen des Werkes Historia dell' Origine dei Sassoni, deutsche Übersetzung 1666 als Historien des Durchlauchtigsten Hauses Sachsen. Erstes Buch. Aus dem Italiänischen verdeutzscht durch Johann Georg Richtern. Dreßden, gedruckt bey Melchior Bergen, Churfürstlich Sächsischen Hof-Buchdrucker in die perugianische Accademia degli Insensati aufgenommen.

## Werk
- Nova quatuor vocibus componendi methodus (Kompositionslehre) (1660 Dresden)
- Il Paride (Oper in fünf Akten) (3. Nov. 1662 Dresden)
- Leben und Martyrium des Heiligen Emiliano (Oratorium) (1662 Dresden)
- Musikalisches Schauspiel von der Dafne (Oper) (9. Februar 1672 Dresden)
- Jupiter und Jo (Oper) (16. Jan. 1673 Dresden); ebenfalls zusammen mit Marco Giuseppe Peranda.